# Microterys cneus
Microterys cneus är en stekelart som beskrevs av Trjapitzin och Sugonjaev 1976. Microterys cneus ingår i släktet Microterys och familjen sköldlussteklar. Inga underarter finns listade i Catalogue of Life.